# VoePass Linhas Aéreas
VoePass Linhas Aéreas (ehemals Passaredo Linhas Aéreas) war eine brasilianische Regionalfluggesellschaft mit Sitz in Ribeirão Preto im Bundesstaat von São Paulo und Basis auf dem Flughafen Ribeirão Preto. Im Juni 2025 wurde der Airline von der brasilianischen Luftfahrtbehörde ANAC das Air Operator Certificate entzogen.

## Geschichte
Das 1978 von Viação Passaredo (port., Transport (Geh-)Weg) gegründete Busunternehmen Passaredo begann 1995 mit dem Flugbetrieb als regionale Fluggesellschaft. Im April 2002 wurde der Betrieb zunächst wieder eingestellt. Im Jahr 2004 begann Passaredo erneut mit dem Flugbetrieb. Sie war ein Tochterunternehmen der Grupo Passaredo. Im August 2019 teilte Passaredo den Kauf von MAP Linhas Aéreas mit. Nach dem Absturz einer ATR 72-500 von VoePass im August 2024 mit 62 Todesopfern (siehe Abschnitt Zwischenfälle) wurden bei folgenden Untersuchungen Sicherheitsmängel festgestellt, die im März 2025 zur Anordnung eines temporären Flugverbots und am 24. Juni 2025 zu einem dauerhaften Entzug des Air Operator Certificate und damit zur Einstellung des Betriebs führten.

## Flugziele
VoePass Linhas Aéreas betrieb ein regionales Streckennetz im Südosten Brasiliens. Von ihrer Heimatbasis in Ribeirão Preto wurden Stand April 2020 14 Ziele bedient; unter anderem Brasília, Barreiras, Cuiabá, Franca, Goiânia, Rio de Janeiro, Salvador da Bahia, São José do Rio Preto, São Paulo und Uberlândia.

## Flotte

### Flotte
Mit Stand April 2025 bestand die Flotte der VoePass Linhas Aéreas aus elf Flugzeugen mit einem Durchschnittsalter von 18,0 Jahren:
| Flugzeugtyp | aktiv | bestellt | Anmerkungen                                                          | Sitzplätze | Durchschnittsalter |
| ----------- | ----- | -------- | -------------------------------------------------------------------- | ---------- | ------------------ |
| ATR 42-500  | 02    |          | je eine betrieben durch MAP Linhas Aéreas und Regional Linhas Aéreas | 48         | 26,3 Jahre         |
| ATR 72-500  | 08    |          | eine betrieben durch MAP Linhas Aéreas                               | 74 72 68   | 16,2 Jahre         |
| ATR 72-600  | 01    |          |                                                                      | 70         | 16,2 Jahre         |
| Gesamt      | 11    |          |                                                                      |            | 18,0 Jahre         |

### Sonderbemalungen
| Bemalung                           | Flugzeugtyp | Luftfahrzeugkennzeichen | Zeitraum            | Bild |
| ---------------------------------- | ----------- | ----------------------- | ------------------- | --- |
| Passaredo Transportes Aereos Retro | ATR 72-500  | PR-PDW                  | seit September 2022 | Bild gesucht Die Wikipedia wünscht sich an dieser Stelle ein Bild. Falls du dabei helfen möchtest, erklärt die Anleitung , wie das geht. |

### Ehemalige Flugzeugtypen
(Quelle:)
- ATR 42-300
- ATR 72-200
- Airbus A310-300
- Embraer ERJ-135
- Embraer ERJ-145

## Zwischenfälle
- Am 25. August 2010 musste nach einem Zwischenfall mit zwei verletzten Personen eine Embraer ERJ 145 (Luftfahrzeugkennzeichen PR-PSJ) abgeschrieben werden.[8]

- Am 9. August 2024 stürzte eine ATR 72-500 mit dem Kennzeichen PS-VPB auf dem Flug vom Flughafen Cascavel zum Flughafen São Paulo–Guarulhos ab. An Bord befanden sich 58 Passagiere und 4 Crew-Mitglieder, die bei dem Unfall bei Vinhedo alle ums Leben kamen (siehe auch VoePass-Linhas-Aéreas-Flug 2283).[9][10][11]